# Sakala
Sakala, 1878-ban alapított észt napilap. Regionális újságként jelenik meg Észtország Viljandi megyéjében, 11500 példányban. 

## Története
Alapítója Carl Robert Jakobson észt publicista, az észt nemzeti ébredés korának egyik legkiemelkedőbb alakja volt. 
Címét a Viljandimaa környéki történelmi Sakala régióról kapta. 
Első száma 1878. március 11-én jelent meg Viljandimaa-ban. Kezdetben mint hetilap jelent meg minden szombaton. A Sakala volt Észtország első politikai lapja, amely hamar az észt nemzettudat egyik szócsöve lett. Ez hamar kivívta az orosz cári hatóságok, de még inkább a balti német felsőbb osztály bírálatát. A lapot 1879-ben öt hónapra betiltották.
Carl Robert Jakobson egyszerre volt a lap kiadója és főszerkesztője. 1882-ben bekövetkezett halála után kiadását Jakob Kõrv folytatta, munkatársai közé tartozott Friedrich Reinhold Kreutzwald, Jakob Pärn, Lilli Suburg és Ado Reinvald.  
Carl Robert Jakobson bátyja, Eduard Magnus Jakobson volt a felelős az illusztrációkért, valamint ő készítette el a lap feltűnő fejlécét, amely ma is a címlapot díszíti.  
A lap Jakobson halála után gyorsan elvesztette befolyását. Ma Viljandi megye regionális lapja, és Viljandiban jelenik meg. A lap a Postimees csoport része, e csoportba tartoznak még a Tartu Postimees, a Pärnu Postimees, a Virumaa Teataja, a Järva Teataja és a Valgamaalane című regionális lapok is. 

## Fordítás
- Ez a szócikk részben vagy egészben  a   Sakala (Zeitung) című német Wikipédia-szócikk ezen változatának fordításán alapul.  Az eredeti cikk szerkesztőit annak laptörténete sorolja fel. Ez a jelzés csupán a megfogalmazás eredetét és a szerzői jogokat jelzi, nem szolgál a cikkben szereplő információk forrásmegjelöléseként.